# Università Kharazmi
L'Università Kharazmi è un importante ateneo di ricerca pubblico in Iran, intitolato a Muḥammad ibn Mūsā al-Khwārizmī (c. 780–850), matematico, astronomo e geografo persiano, che offre un'ampia gamma di programmi universitari e post laurea in una varietà di discipline.  L'Università di Kharazmi è considerata la più antica istituzione di istruzione superiore in Iran. È stata fondata nel 1919 come Central Teachers' Institute e ha ottenuto lo status di università come Tarbiat Moallem University di Teheran nel 1974. Ha cambiato nome in Kharazmi University il 31 gennaio 2012. Nel 2015, l'Università di Scienze Economiche (fondata nel 1936) è stata fusa nell'Università Kharazmi, aggiungendo le facoltà di management, scienze finanziarie ed economia ai corsi dell'ateneo. L'università ha due campus: uno principale che comprende gli uffici amministrativi situati a Teheran, e uno secondario è nel distretto di Hesarak a Karaj.